# Чёрные гитары
«Чёрные гита́ры» — второй студийный альбом группы «Корабль», выпущенный музыкантами в 2002 году. Записан в ноябре — декабре 2001 года на студии «П.А.ТЫЛИХА» звукорежиссёром Игорем Скляровым. На диске издан короткометражный фильм «Соси банан», снятый творческим объединением СВОИ2000. Часть композиций записана совместно с музыкантами из московского оркестра «Пакава Ить»

## Список композиций
| №                   | Название                | Текст песни         | Музыка              | Длительность |
| ------------------- | ----------------------- | ------------------- | ------------------- | ------------ |
| 1.                  | «Дай мне немного любви» | «Корабль»           | «Корабль»           | 3:52         |
| 2.                  | «Мясное и остальное»    | И. Языков           | «Корабль»           | 4:12         |
| 3.                  | «Мертвый сезон»         | Н. Пророков         | «Корабль»           | 3:27         |
| 4.                  | «Урок любви»            | А. Ширнин           | М. Алмонд           | 4:37         |
| 5.                  | «Wildman»               | А. Ширнин           | «Корабль»           | 4:25         |
| 6.                  | «Ясенево»               | «Корабль»           | «Корабль»           | 5:17         |
| 7.                  | «Денс Ми»               | Н. Пророков         | Л. Коэн             | 2:45         |
| 8.                  | «Золотой дракон»        | А. Ширнин           | «Корабль»           | 2:52         |
| 9.                  | «Настя»                 | «Корабль»           | «Корабль»           | 3:02         |
| 10.                 | «8-й альдебаран»        | И. Вознесенский     | «Корабль»           | 3:27         |
| 11.                 | «Нет бабы нет слез»     | А. Ширнин           | В. Форд             | 4:33         |
| 12.                 | «Последний сонг»        | «Корабль»           | Dusminguet          | 5:22         |
| 13.                 | «Банан 2002»            | «Корабль»           | «Корабль»           | 4:57         |
| Общая длительность: | Общая длительность:     | Общая длительность: | Общая длительность: | 52:50        |

## Список исполнителей
- Илья Вознесенский — гитара, вокал (10, 13)
- Николай Каменев — труба, вокал (7)
- Николай Пророков — бас-гитара, вокал (3,13)
- Александр Ширнин — гитара, вокал (1, 4 — 6, 8, 9, 11 — 13)
- Иван Языков — барабаны, вокал (2, 13)
- музыканты оркестра «Пакава Ить» — духовые, перкуссия (2, 5, 10, 13)

## Дополнительные факты
- Песня «Урок любви» является кавер-версией «A Lover Spurned» английского автора-исполнителя  Марка Алмонда.
- Песня «Денс Ми» является кавер-версией «Dance Me To The End of Love» канадского автора-исполнителя  Леонарда Коэна.
- Песня «Нет бабы нет слез» является кавер-версией «No Woman, No Cry» группы Bob Marley & The Wailers, авторские права на которую Боб Марлей передал Винсенту Форду.
- Песня «Последний сонг» является кавер-версией «El Pardal» испанской группы  Dusminguet[исп.].
- Последняя запись на диске — «Банан 2002» является обновлённой версией песни «Соси банан» с альбома «Цепи любви» группы «Корабль». Новая версия была записана совместно с оркестром «Пакава Ить» для снятого в 2001 году творческим объединением СВОИ2000 короткометражного музыкального фильма. В короткометражке «Соси банан»[2] музыканты «Пакава Ить» вместе с Иваном Языковым играют исполнителей песни на корпоративном праздновании, а остальные участники «Корабля» предстают в образах сотрудников празднующей компании.
- Презентация диска «Чёрные гитары» прошла 12 сентября 2002 года в московском клубе «Свалка»[3].
- 24 ноября 2002 года в клубе «Проект ОГИ» и штаб-квартире BAd TaStE творческим объединением СВОИ2000 совместно с американской кинокомпанией Troma Entertainment был снят видеоклип на песню «Wildman», главную роль в котором сыграл Ллойд Кауфман[4]. Видео вышло на диске «Чёрное утро» группы «Корабль» в 2003 году.
- Песня «Wildman» была использована в одном из эпизодов американского фильма Tales From The Crapper[англ.], снятом в 2003 году кинокомпанией Troma Entertainment.